# انفجار أشعة غاما 090423

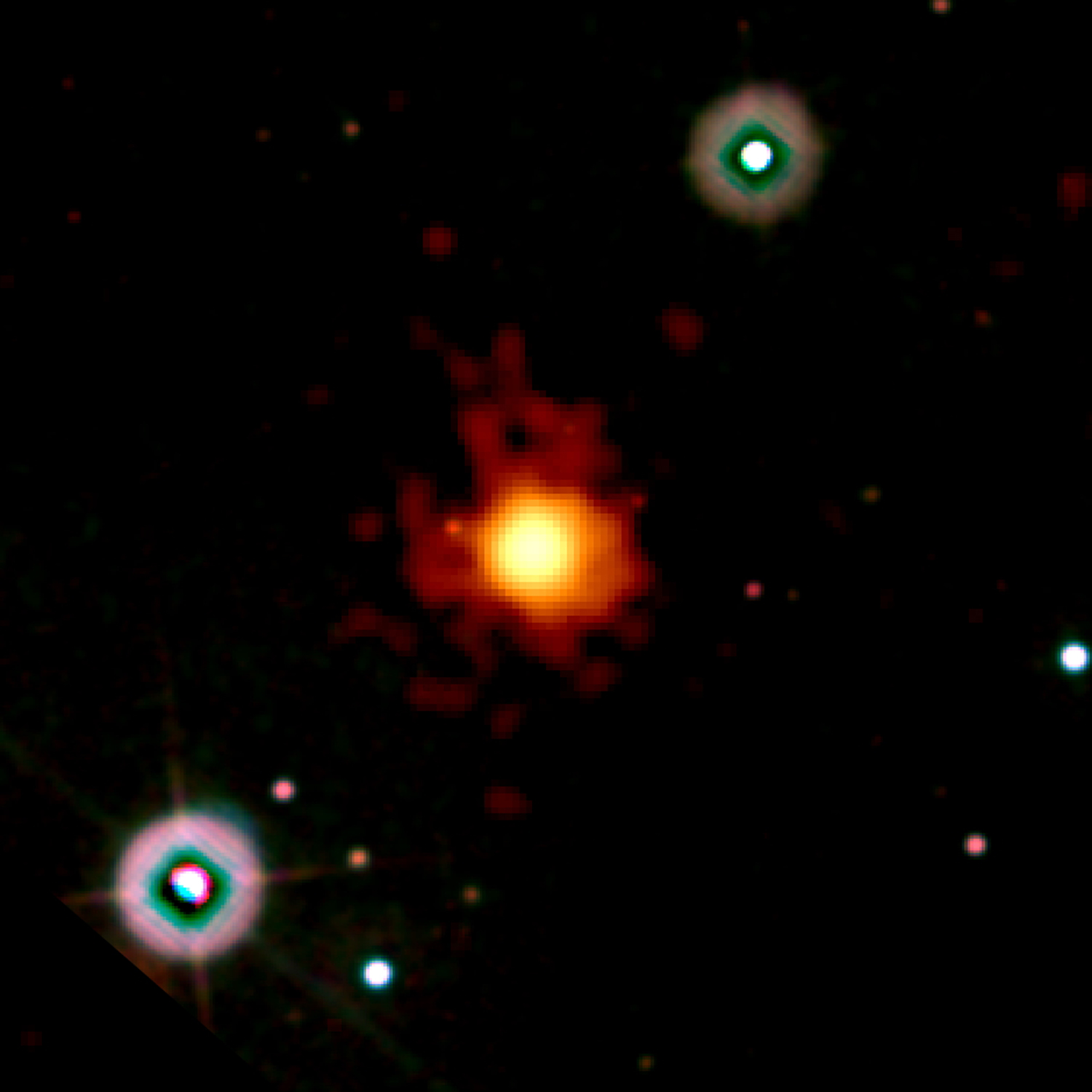
صورة التقطها مرصد سويفت الفضائي لأشعة جاما.

انفجار أشعة غاما GRB 090423  في الفلك (بالإنجليزية: GRB 090423) هو انفجار حدث لأحد الأجرام السماوية اكتشفة مسبار سويفت لأشعة غاما Swift Gamma-Ray Burst Mission بتاريخ 23 أبريل عام 2009 في تمام الساعة 07:55:19 توقيت عالمي منسق. وقام المسبار الفضائي سويفت بتصوير وتسجيل أشعة غاما الناتجة عن الانفجار. ثم استطاعت تلسكوبات أخرى تسجيل الأشعة تحت الحمراء التي صدرت بعد ذلك من GRB 090423 . واستطاع العلماء تعيين الانزياح الأحمر لطيف هذا الجرم وهو يقدر ب z=8.2، مما يجعل الجرم المنفجر GRB 090423 أبعد الأجرام المكتشفة حتي أكتوبر 2010 (في أكتوبر 2010 اكتشف انفجار UDFy-38135539 ، وهو انفجار مجرة تتميز بانزياح أحمر قدره 6و8).
ويكون انفجار يصحبه إصدار لأشعة غاما شديد اللمعان تحدث كنتيجة لانفجار يعتقد أنه يؤدي إلى تكون ثقب أسود. ويستغرق مثل ذلك الانفجار عادة عدة ثوان ولكن الانفجارات المصدرة لاشعة غاما تتميز بأطياف تالية لها ذات أطوال موجة أطول يمنك رؤيتها لعدة ساعات وأحيانا لعدة أيام بعد الانفجار. وتسمح قياسات تلك الموجات والتي تتضمن الأشعة السينية، والأشعة فوق البنفسجية والضوء المرئي، والأشعة تحت الحمراء والموجات الراديوية بدراسة مثل تلك الأحداث الفلكية بالتفصيل.
(يقوم علماء الفلك بالتصوير الفلكي بأجهزة مختلفة تكون حساسة لنوع معين من الموجات القادمة، وليس بالتصوير في مجال الضوء المرئي فقط، وذلك لأن إصدار تلك الإشعاعت يتعلق كل منها على تفاعلات معينة خاصة تحدث في الجرم السماوي، وقياسها وقياس توزيعها تعطي الفرصة لفهم طبيعة ما يجري في الجرم).
ونظرا لأن سرعة الضوء محدودة وثابتة فإن زمن اكتشاف الانفجار يدل على أن الجرم السماوي المنفجر هو أقدم الأجرام التي اكتشفها العلماء حتى ذلك التاريخ. وكان عمر الكون وقت الانفجار GRB 090423 نحو 630 مليون سنة فقط عندما صدرت تلك الموجات من الجرم السماوي، ويدل الاكتشاف على أن نجوما كبيرة كانت تنتهي وينشأ غيرها حتى في تلك الأزمنة السحيقة التي عاصرت نشأة الكون. وباعتباره أقدم الأجرام المكتشفة فإن الانفجار GRB 090423 يعطي وسيلة لدراسة الكون عند نشأته، حيث تندر الأجرام التي كانت في ذلك الزمن ساطعة سطوعا كافيا بحيث تسمح لرؤيتها الآن من الأرض بواسطة التلسكوبات.

## الاكتشاف والمشاهدة
في 23 أبريل 2009 وفي تمام الساعة 07:55:19 توقيت عالمي منسق اكتشف المسبار سويفت الفضائي انفجارا لأشعة غاما استمر 10 ثوان واستطاع تحديد موقعه في كوكبة الأسد.

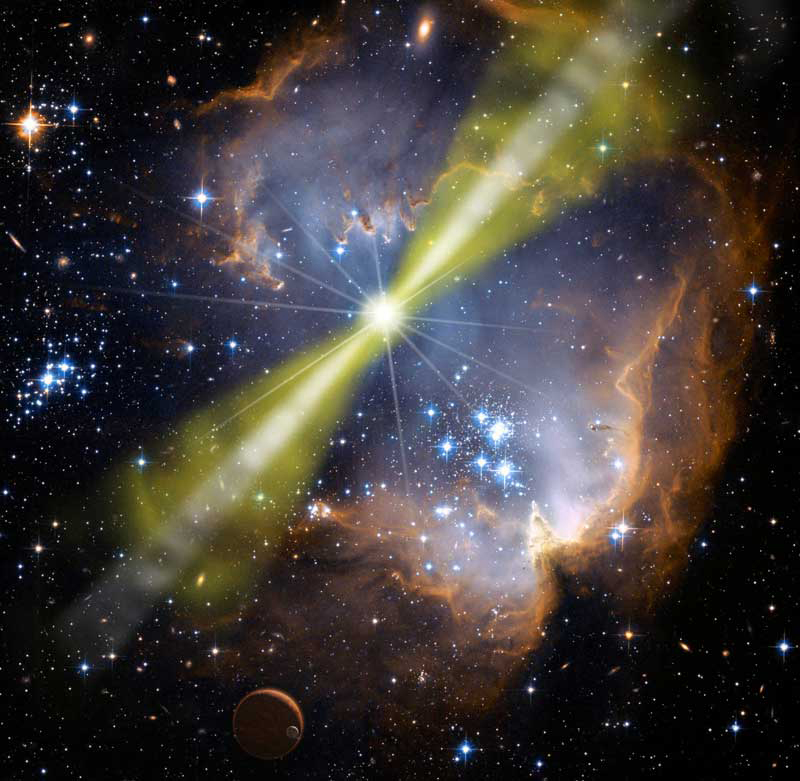
رسم توضيحي مبني على الحقائق العلمية لانفجار أشعة غاما ، حيث تنطلق نفاثتي البلازما ذات الطاقة العالية من النجم المنفجر.

وحدد المسبار سويف حقل حدوث الانفجار GRB 090423 واستطاع أحد أجهزة سويفت تسجيل الأشعة فوق البنفسجية الصادرة بعد الانفجار ب 77 ثانية ولمدة 150 ثانية ولكنه لم يستطع تسجيل موجات في نطاق الضوء المرئي.
وبعد عدة دقائق من الانفجار بدأت المراصد الكبيرة على الأرض ترصد مكان الانفجار. وعثر عالم الفلك نيال تانفير  ومجموعته من الباحثين على مصدر للأشعة تحت الحمراء في نفس المكان الذي أعلنه سويفت بعد الانفجار ب 20 دقيقة وكان تانفير يستخدم تلسكوب المملكة المتحدة للأشعة تحت الحمراء والموجود في مرصد مونا كيا بهاواي.
ولاحظت مجموعة العلماء انخفاضا في الفيض قريب من 1.13 ميكرون بواسطة التلسكوب بالغ الكبر VLT
ورجحوا أن هذا الانخفاض في فيض الإضاءة ناشئ عن امتصاص الهيدروجين المتعادل الموجود بين المجرات لخط شعاع لايمان الفا في الطيف، وقاموا بحساب الانزياح الأحمر لطيف انفجار GRB 090423 ووجدوه 2و8 .
كما راقب فريق العلماء العاملين مع سي سي توني وباولو أفانزو استمرار الوهج المتعقب ل GRB 090423 باستخدام التلسكوب الإيطالي Telescopio Nazionale Galileo ، وهو ذو مرآة قطرها 6و3 متر والموجود في إسبانيا على جزر الكناري.
.
وسجلوا طيفه لمدة ساعتين، والتي عندما تم جمعها بينت علامة ضعيفة جدا في موقع الحدث. كما شاهدوا استمرار انخفاض الفيض بالقرب من 1.1 ميكرون وعينوا الانزياح الأحمر بكونه 1و8 للانفجار GRB 090423، وهذا التقدير يتطابق مع ما قام تانفير بتقديره في حيز حدود الخطأ.

## تتابع المشاهدة
| الوقت (توقيت عالمي منسق) | تفاصيل مشاهدات انفجار GRB 090423 |
| ------------------------ | --- |
| 23 أبريل 2009 07:55 UTC  | تلسكوب سويفت الفضائي يبدأ اكتشاف الانفجار، حتى ذلك الوقت لم يكن الانفجار GRB 090423 مرئيا في شيلي                                                                     |
| 23 أبريل 2009 07:58 UTC  | بدأ عدة مجموعات من الباحثين في الولايات المتحدة الأمريكية رصد الانفجار                                                                                                |
| 23 أبريل 2009 08:16 UTC  | أول مشاهده تجريه مجموعة الباحثين العاملة مع تانفير باستخدام مرصد مونا كيا ب هاواي (http://gcn.gsfc.nasa.gov/gcn3/9202.gcn3)                                           |
| 23 أبريل 2009 15:00 UTC  | باستخدام مرصد جيميني-نورث أعلن فريق كوكخيارا، وهو أيضا من هاواي نتيجة خاطئة لتعيين انزياح أحمر قدروه z=9 . (http://gcn.gsfc.nasa.gov/gcn3/9209.gcn3)                  |
| 23 أبريل 2009 20:30 UTC  | كوكخيارا يصحح تقديره للانزياح الأحمر ويقول أنها بين 7 و9 (http://gcn.gsfc.nasa.gov/gcn3/9213.gcn3)                                                                    |
| 23 أبريل 2009 22:00 UTC  | مجموعة باحثين إيطاليين تعمل مع توني على التلسكوب الوطني جاليليو TNG يبدأ رصد الانفجار                                                                                 |
| 23 أبريل 2009 23:00 UTC  | بدأ الانفجار الآن يظهر في شيلي ورصد بمقراب حساس في نطاق الضوء المرئي، ونطاق الأشعة تحت الحمراء القريب بجهاز (GROND) الموجود في مرصد لاسيلا وهو يرصد في 7 نطاقات آنيا. |
| 24 أبريل 2009 01:30 UTC  | مجموعة تانفير تستخدم تلسكوب بالغ الكبر يبدأ رصد الانفجار |
| 24 أبريل 2009 03:00 UTC  | فريق أوليفاريس في شيلي يعين عن طريق قياس الطيف z=8، ويحدد الخطأ بين +0.5 و-1.2)                                                                                       |
| 24 أبريل 2009 03:15 UTC  | الفريق الإيطالي الذي يعمل مع ثوني يعدل الانزياح الأحمر إلى z=7.6 |
| 24 أبريل 2009 07:30 UTC  | تانفير يعلن قيمة تحليل الطيف التي قام بها فريقة z=8.2 |
| 24 أبريل 2009 14:00 UTC  | فريق تانفير يعدل القيمة التي عينها سابقا إلى z=8.1 |
| أبريل 25, 2009 03:45 UTC | فريق كريم يعلن تحليلا تقريبيا عن رصد بعض الانفجارات الطويلة والقصيرة بواسطة تلسكوب تنبيه انفجارات BAT                                                                 |
| أبريل 25, 2009 10:40 UTC | VLA بدء رصد طويل الأجل بواسطة تلسكوب بالغ الكبر |
| أبريل 25, 2009 18:30 UTC | فريق أوليفاريز الذي يعمل على جهاز GROND يعلن نتيجته النهائية z=8.0 وبخطأ بين +0.4, -0.8                                                                               |
| أبريل 28, 2009 00:30 UTC | كاسترو تيرادو يستطيع رصد التوهج المتعقب في 23 - 24 أبريل بشدة قدرها 2و0 مللي جول سنة على تردد 90 جيجاهرتز.                                                            |

## اهمية اكتشاف GRB 090423
تعيين انزياح أحمر قدره z = 8.2 يعني أن الجرم المرصود هو أبعد الأجرام المشاهدة من الأرض حتي تاريخ اكتشافه.
وكان انفجار GRB 090423 في نفس الوقت هو أبعد الأجرام المعروفة في الكون حيث أن الضوء المنبعث من الانفجار استغرق نحو 13 مليار سنة حتى يصل إلى الأرض.
ومنذ ذلك الوقت فقد تعداه اكتشاف المجرة يو دي إف واي-38135539 والتي يبلغ الانزياح الأحمر لطيفها 6و8 وهي بذلك أبعد انفجار أشعة غاما.
هذا النفجار حدث عندما كان عمر الكون 4% من عمره الحالي. وقبل اكتشاف GRB 090423 والقياسات التي اجريت عليه فقد كان انفجار أشعة جاما GRB 080913 هو صاحب الرقم القياسي بالنسبة إلى بعده عن الأرض وكان اكتشافه في سبتمبر عام 2008.
وكان تعيين انزياحه الأحمر الذي بيغ 7و6 يسمح بوضعه نحو 190 مليون سنة ضوئية أقرب إلى الأرض عن الانفجار GRB 090423. ويعتقد جيريك فوكس الذي قاد المشاهدات التي أجرتها جامعة بنسيلفينيا أن انفجار أشعة غاما قد يكون نتيجة مستعر أعظم II وهو انفجار يحدث لنجم عظيم الكتلة ويختفي مما قد يؤدي إلى مولد ثقب أسود.
وكان الحدث بعد الانفجار العظيم بنحو 630 مليون سنة، وهو يؤيد التصور القائل بأن نشأة نجوم بالغة الكبر ونهايتها سريعا قد بدأت في ذلك الوقت المبكر من عمر الكون.
وقد أصاب  يوشوا بلوم من جامعة كاليفورنيا الذي استطاع مراقبة الوهيج المتعقب للانفجار بواسطة تلسكوب جيميني-ساوث الموجود في شيلي بأن «اكتشاف الانفجار GRB 090423 هو بداية لدراسة الكون في مرحلة لم تكن فيها البنايات الكونية قد تكونت حتى وصلت للحالة التي هي عليها الآن».
ويعتقد نيال تانفير الذي قاد مجموعة الباحثين العاملة على تلسكوب بالغ الكبر أن الانفجارات التي يصحبها أصدار أشعة غاما تعطينا وسيلة لدراسة الكون في أزمنة سابقة، حيث تصعب أي مشاهدة أخرى على تلك الأعماق في الكون نظرا لكونها باهته وضعيفة. فعلى سبيل المثال فصيلة النجوم III والتي تـُكوّن أول جيل من النجوم يمكن رؤيتها الآن وقد يكون الانفجار GRB 090423 المكتشف هو واحد منها. تلك النجوم التي تكونت في مرحلة مبكرة من تكون الكون قد تساعد على فهمنا لفترة اعادة التأين في الكون، وهي عملية انتهت عند انزياح أحمر قدره 6 . ومع بداية عمل تلسكوبات عظيمة الكبر مثل مقراب جيمس ويب الفضائي والذي من المقرر بدء عمله عام 2014 يأمل العلماء أن يصوبوه لرصد المجرات الصعبة الرؤية التي تعول انفجارات أشعة غاما عن طريق رصد انفجارات مشابهة للانفجار GRB 090423.

## وصلات خارجية
- Video of GRB 090423 on Youtube على يوتيوب
- Slashdot article «أبعد جرم سماوي يكتشف»
- Swift Mission at ناسا/مركز جودارد لرحلات الفضاء
- GRB 090423 on WikiSky

## اقرأ أيضاً
- انفجار أشعة جاما 221009  - أشد انفجار بواقع يوليو 2023
- انفجار أشعة غاما 971214
- انفجار أشعة غاما 080916C
- انفجار أشعة غاما 060218
- انفجار أشعة غاما 080319ب
- انفجار أشعة غاما 970228
- قائمة انفجارات أشعة غاما
- انفجار أشعة غاما 980425
- مرصد سويفت الفضائي
- مستعر أعظم نوع Ia
- مستعر أعظم SN 2014J
- مجرة إهليجية
- مجرة حلزونية
- مجرة محدبة
- نجم زائف متوهج
- احداثيات المجرة
- قزم أبيض
- عملاق أحمر
- الانفجار العظيم
- خط زمني للانفجار العظيم
- نجم نيوتروني
- ثقب أسود

## وصلات خارجية
- موقع «الكون» في الإنترنت